# École de recherche graphique
Pour les articles homonymes, voir ERG.
 (septembre 2023).
 (octobre 2019).
L'École de recherche graphique, ou l'erg, est une école d’art et de design de Belgique, sise rue du Page 87 à Ixelles et fondée en 1972, par Thierry de Duve et Jean Guiraud. L’erg est une École supérieure des Arts (ESA) subventionnée par la Communauté française de Belgique et fait partie des instituts Saint-Luc de Bruxelles.

## Direction
- Élisabeth Barmarin (1974-1981)
- Pierre Sterckx[2] (1981-1991)
- Michel Céder (1991-2004)
- Yvan Flasse (2004-2011)
- Corinne Diserens (2011-2016)[3]
- Laurence Rassel (2016-)[4]

## Enseignants
- Antoine Boute
- Lucille Calmel
- Denis Deprez
- Juan d'Oultremont
- Dominique Goblet
- Gérard Goffaux
- Olivier Grenson

## Anciens étudiants
- Greg Avau
- Elzo Durt
- Daniel Dutrieux
- Michel François
- Sacha Goerg
- Benoît Platéus
- Benoît Poelvoorde

- Charlotte Maison
- Garjan Atwood
- Xavier Mary
- Marc Renier
- Deborah De Robertis
- Nicolas Vadot

## Anciens enseignants
- Jacques Vilet
- Marc Wathieu[6]
- Joëlle Tuerlinckx
- Annik Leroy
- Catherine David
- Jean-Charles Massera